# Färgaryds socken
Färgaryds socken i Småland ingick i Västbo härad i Finnveden och i Jönköpings län, ingår sedan 1971 i Hylte kommun sedan 1974 i Hallands län och motsvarar från 2016 Färgaryds distrikt.
Socknens areal är 86,05 kvadratkilometer, varav land 80,61. År 2000 fanns här 4 157 invånare. Tätorten Hyltebruk samt sockenkyrkan Färgaryds kyrka ligger i socknen. 

## Administrativ historik
Färgaryds socken har medeltida ursprung.
Vid kommunreformen 1862 övergick socknens ansvar för de kyrkliga frågorna till Färgaryds församling och för de borgerliga frågorna till Färgaryds landskommun i Jönköpings län.  Landskommunen inkorporerades 1952 i Hylte landskommun, som sedan 1971 ombildades till Hylte kommun. Länstillhörigheten ändades sedan 1974 till Hallands län samtidigt som Hylte kommun utökades till nuvarande omfattning.
1 januari 2016 inrättades distriktet Färgaryd, med samma omfattning som församlingen hade 1999/2000. 
Socknen har tillhört samma fögderier och domsagor som Västbo härad. De indelta soldaterna tillhörde Jönköpings regemente, Södra Västbo kompani och Smålands grenadjärkår, Jönköpings kompani.

## Geografi och natur
Färgaryds socken ligger mellan ån Nissan i nordväst och insjön Stora Färgen i öster och gränsar till landskapet Halland i väster. Socknen är en mager och stening mossrik skogsbygd. De största insjöarna förutom Stora Färgen som delas med Långaryds socken är Mellan-Färgen som delas med Femsjö socken, Sandsjön som delas med Torups socken och Jakobs sjö.
Det finns två naturreservat i socknen. Lintalund och Skubbhult ingår båda i EU-nätverket Natura 2000.

## Fornminnen
Cirka 20 stenåldersboplatser utmed Nissan och sjöarna är funna. Gravröse från bronsåldern finns vid Hylte. Flera järnåldersgravar finns också.

## Namnet
Namnet (1311 Färgarydh), taget från kyrkbyn, har förledet namnet på sjön Färgen och efterledet ryd, röjning i skog.

## Befolkningsutveckling
Befolkningen ökade från 814 1810 till 1 341 1880 varefter den minskade tillfälligt till 1 227 år 1900. 1910 hade befolkningen ökat dramatiskt till 1 659 invånare. Därefter fortsatte den med mindre variationer öka till 4 229 invånare 1990.
| Befolkningsutvecklingen i Färgaryds socken 1810–1990                                                    | Befolkningsutvecklingen i Färgaryds socken 1810–1990 | Befolkningsutvecklingen i Färgaryds socken 1810–1990 | Befolkningsutvecklingen i Färgaryds socken 1810–1990 | Befolkningsutvecklingen i Färgaryds socken 1810–1990 |
| --- | ---------------------------------------------------- | ---------------------------------------------------- | ---------------------------------------------------- | ---------------------------------------------------- |
| |                                                      |                                                      |                                                      |                                                      |
| År |                                                      |                                                      | Folkmängd                                            |                                                      |
| 1810 | 1810                                                 |                                                      | 814                                                  |                                                      |
| 1820 | 1820                                                 |                                                      | 850                                                  |                                                      |
| 1830 | 1830                                                 |                                                      | 1 000                                                |                                                      |
| 1840 | 1840                                                 |                                                      | 1 055                                                |                                                      |
| 1850 | 1850                                                 |                                                      | 1 141                                                |                                                      |
| 1860 | 1860                                                 |                                                      | 1 262                                                |                                                      |
| 1870 | 1870                                                 |                                                      | 1 317                                                |                                                      |
| 1880 | 1880                                                 |                                                      | 1 341                                                |                                                      |
| 1890 | 1890                                                 |                                                      | 1 234                                                |                                                      |
| 1900 | 1900                                                 |                                                      | 1 227                                                |                                                      |
| 1910 | 1910                                                 |                                                      | 1 659                                                |                                                      |
| 1920 | 1920                                                 |                                                      | 2 124                                                |                                                      |
| 1930 | 1930                                                 |                                                      | 2 447                                                |                                                      |
| 1940 | 1940                                                 |                                                      | 2 455                                                |                                                      |
| 1950 | 1950                                                 |                                                      | 2 371                                                |                                                      |
| 1960 | 1960                                                 |                                                      | 3 010                                                |                                                      |
| 1970 | 1970                                                 |                                                      | 3 497                                                |                                                      |
| 1980 | 1980                                                 |                                                      | 4 154                                                |                                                      |
| 1990 | 1990                                                 |                                                      | 4 229                                                |                                                      |
| Anm: Källor: Umeå universitet - Tabellverket 1749-1859, Demografiska databasen, CEDAR, Umeå universitet |                                                      |                                                      |                                                      |                                                      |